# يوم الجبل
يوم الجبل هي تسمية لثلاثة أحداث مختلفة حول العالم وهي: أولا: يوم عطلة وطنية في اليابان تكريماً للمواقع الطبيعية في البلاد، وذلك في 11 أغسطس من كل عام. ثانياً: اليوم الدولي للجبال الذي يُقام في 11 ديسمبر من كل عام، والذي أنشأته الجمعية العامة للأمم المتحدة في عام 2003 لتشجيع التنمية المستدامة في الجبال. ثالثاً: في الولايات المتحدة يشارك العديد من الطلبة في بعض الكليات بيوم يتم فيه إلغاء الفصول الدراسية دون إشعار مسبق، ويتجه الطلاب إلى الجبال أو الحدائق.

## يوم الجبل في الولايات المتحدة
يعود يوم الجبل في الولايات المتحدة إلى العام 1838 عندما توجه طلاب كلية ماونت هوليوك إلى جبل هوليوك. تبعتها كلية سميث في عام 1877، ثم كلية جونياتا في عام 1896. وكان طلاب كلية ويليامز يتسلقون جبل جرايلوك، الذي يعتبر أعلى جبال ولاية ماساتشوستس، للاحتفال بيوم الجبل منذ القرن التاسع عشر. يُذكر أن يوم الجبل-سوير في كلية كولبي قد بدأ في خمسينيات القرن التاسع عشر، على الرغم من أن أول حساب له في صحيفة الطلاب لم يتم إدراجه حتى يونيو 1893. وأقامت كلية الميرا يوم الجبل عام 1918.
جامعة هولينز لديها تقليد مشابه يسمى يوم تينكر حيث يرتدي الطلاب الأزياء ويتسلقون جبل تينكر.

## اليوم الدولي للجبال
حددت الجمعية العامة للامم المتحدة في عام 2003 يوماً خاصةً لتسليط الضوء على إهمية التنمية المستدامة في الجبال، وتقرر أن يكون في 11 ديسمبر من كل عام. وشجعت الجمعية العامة المجتمع الدولي على تنظيم فعاليات على جميع المستويات في ذلك اليوم، لتسليط الضوء على أهمية التنمية المستدامة للجبال.
ويعود تاريخ اليوم الدولي للجبال إلى سنة 1992، وذلك عند اعتماد الفصل 13 من جدول أعمال القرن الحادي والعشرين بشأن “إدارة النظم الإيكولوجية الهشة: التنمية المستدامة للجبال" في مؤتمر الأمم المتحدة المعني بالبيئة والتنمية، وكان لذلك دور كبير في تسليط الضوء على الجبال والسعي لجعل إحدى أيام السنة يوماً للجبل.
يتم الاحتفال باليوم الدولي للجبال كل عام بعنوان مختلف يتعلق بالتنمية المستدامة للجبال. وتعتبر منظمة الفاو التابعة للأمم المتحدة هي المنظمة المكلفة بتنظيم هذا اليوم والاحتفال به.
وقد كان موضوع اليوم الدولي للجبال عام 2010 هو "الأقليات الجبلية والسكان الأصليون"، ويهدف إلى زيادة الوعي بشأن الشعوب الأصلية والأقليات التي تعيش في بيئات جبلية، وأهمية تراثهم الثقافي وتقاليدهم وعاداتهم. وفي اليوم العالمي للجبال عام 2018، زار رئيس معهد الحدائق الوطنية الفنزويلي خوسيه لوركا إلى جبال سييرا نيفادا دي ميريدا، للإعلان عن تدابير تهدف إلى إطالة عمر آخر نهر جليدي متبقي في فنزويلا.

## يوم الجبل في اليابان
في مايو 2014 تم الإعلان عن الاحتفال بيوم الجبل باعتباره عطلة عامة كل 11 أغسطس، بدءً من عام 2016. وكان من بين مؤيدي العطلة المشرع سيشيريو إيتو ونادي جبال الألب الياباني. ينص التشريع على أن العيد هو توفير فرص للتعرف على الجبال وتقدير النعم القادمة من الجبال. تغير تاريخ عطلة يوم الجبل عام 2020 ليكون في 10 أغسطس بسبب الألعاب الأولمبية الصيفية 2020. وفي عام 2021 تم تقديم العطلة إلى 9 أغسطس بسبب جائحة فيروس كورونا.